# Charles Boli
Pour les articles homonymes, voir Boli.
Charles Boli, né le 30 août 1998 à Dundee en Écosse, est un footballeur français qui évolue au poste de milieu offensif à l’Araz Nakhitchevan.

## Biographie

### RC Lens
Natif de Dundee en Écosse, Charles Boli grandit dans le Nord-Pas-de-Calais, région où son père Roger Boli a fait le bonheur du RC Lens. Il débute au Club sportif avionnais avant d'atteindre le club phare voisin du Racing Club de Lens en 2009 à l'âge de 11 ans. De 13 à 15 ans, il est pensionnaire du Pôle Espoirs de Liévin, en compagnie de Colin Dagba. Pur produit de la Gaillette il signe son premier contrat professionnel le 16 mai 2019   et joue son premier match le 13 août. Il prolonge son contrat pour 4 nouvelles saisons en janvier 2020. 

### Paris FC
Utilisé sous l'ère Montanier, il le fut moins sous les ordres de Franck Haise et trouva plus de temps de jeu en Ligue 2 au sein du Paris FC. Il marqua son premier but professionnel le 23 janvier 2020 contre l'Amiens SC sur une victoire 4-2. 

### L.R Vicence
Toujours en manque de temps de jeu, il est prêté une seconde fois par le Racing le 7 janvier 2022 cette fois-ci en Italie en Série B sous les couleurs du L.R. Vicence.

### Pau FC
En 2022, il rejoint le Pau FC de Didier Tholot en Ligue 2.

## Vie personnelle
Charles est le fils de Roger Boli ,, attaquant ivoirien notamment passé par le LOSC et le RC Lens, neveu de l'international français Basile Boli. Il est également cousin de Yannick Boli. Il est également le frère de deux internationaux ivoiriens : Kévin Boli et Yohan Boli. Natif de Dundee, il possède la nationalité britannique mais également ivoirienne via son père.

## Statistiques
| Saison                | Club                  | Championnat           | Championnat | Championnat | Championnat | Coupe(s) nationale(s) | Coupe(s) nationale(s) | Coupe(s) nationale(s) | Compétition(s) continentale(s) | Compétition(s) continentale(s) | Compétition(s) continentale(s) | Compétition(s) continentale(s) | Total | Total | Total |
| Saison                | Club                  | Division              | M.          | B.          | P.d.        | M.                    | B.                    | P.d.                  | Comp.                          | M.                             | B.                             | P.d.                           | M.    | B.    | P.d.  |
| 2018-2019             | RC Lens               | Ligue 2               | 0           | 0           | 0           | 1                     | 0                     | 1                     | -                              | -                              | -                              | -                              | 1     | 0     | 1     |
| 2019-2020             | RC Lens               | Ligue 2               | 10          | 0           | 1           | 4                     | 0                     | 1                     | -                              | -                              | -                              | -                              | 14    | 0     | 2     |
| 2021-2022             | RC Lens               | Ligue 1               | 4           | 0           | 0           | 0                     | 0                     | 0                     | -                              | -                              | -                              | -                              | 4     | 0     | 0     |
| Sous-total            | Sous-total            | Sous-total            | 14          | 0           | 1           | 5                     | 0                     | 2                     | -                              | -                              | -                              | -                              | 19    | 0     | 3     |
| 2020-2021             | Paris FC (prêt)       | Ligue 2               | 11          | 2           | 2           | 2                     | 0                     | 0                     | -                              | -                              | -                              | -                              | 13    | 2     | 2     |
| 2021-2022             | LR Vicence (prêt)     | Serie B               | 12          | 0           | 0           | 0                     | 0                     | 0                     | -                              | -                              | -                              | -                              | 12    | 0     | 0     |
| 2022-2023             | Pau FC                | Ligue 2               | 28          | 1           | 2           | 4                     | 0                     | 0                     | -                              | -                              | -                              | -                              | 32    | 1     | 2     |
| 2023-2024             | Pau FC                | Ligue 2               | 26          | 3           | 2           | 3                     | 0                     | 1                     | -                              | -                              | -                              | -                              | 29    | 3     | 3     |
| Sous-total            | Sous-total            | Sous-total            | 54          | 4           | 4           | 7                     | 0                     | 1                     | -                              | -                              | -                              | -                              | 61    | 4     | 5     |
| 2024-2025             | Apollon Limassol      | Cyprus League         | 20          | 1           | 1           | 3                     | 0                     | 0                     | -                              | -                              | -                              | -                              | 23    | 1     | 1     |
| 2025-2026             | Araz Nakhitchevan     | Premyer Liqası        | -           | -           | -           | -                     | -                     | -                     | C4                             | 3                              | 1                              | 0                              | 3     | 1     | 0     |
| Total sur la carrière | Total sur la carrière | Total sur la carrière | 111         | 7           | 8           | 17                    | 0                     | 3                     | -                              | 3                              | 1                              | 0                              | 131   | 8     | 11    |

## Palmarès

### En club
Charles Boli est vice-champion de France de Ligue 2 avec le RC Lens en 2020. 
| RC Lens                           |
| --------------------------------- |
| - Ligue 2 - Vice-Champion : 2020. |